# Januszewo (Królewszczyzna)
Januszewo – obecnie część agromiasteczka Królewszczyzna na Białorusi, w obwodzie witebskim, w rejonie dokszyckim, w sielsowiecie Królewszczyzna.
Dawniej samodzielna miejscowość.

## Historia
W czasach zaborów w granicach Imperium Rosyjskiego.
W dwudziestoleciu międzywojennym ówczesny folwark, a następnie majątek leżał w Polsce, w województwie wileńskim, w powiecie dziśnieńskim, w gminie Dokszyce, następnie w gminie Porpliszcze.
Według Powszechnego Spisu Ludności z 1921 roku zamieszkiwało tu 56 osób, 42 było wyznania rzymskokatolickiego a 14 prawosławnego. Jednocześnie 37 mieszkańców zadeklarowali polską przynależność narodową, 18 białoruską a 1 inną (ukraińską). Było tu 5 budynków mieszkalnych. W 1931 w 9 domach zamieszkiwało 45 osób.
Miejscowość należała do parafii rzymskokatolickiej w Parafianowie i prawosławnej w Porpliszczach. Podlegała pod Sąd Grodzki w Dokszycach i Okręgowy w Wilnie; właściwy urząd pocztowy mieścił się w Królewszczyźnie.